# Haima S5 Young
Haima S5 Young — субкомпактный кроссовер, выпускавшийся китайской компанией Haima с 2017 по 2018 год. В иерархии автомобиль расположен ниже компактного кроссовера Haima S5, причём имеет совершенно другие характеристики. Изменения коснулись платформы и двигателей.

## Описание

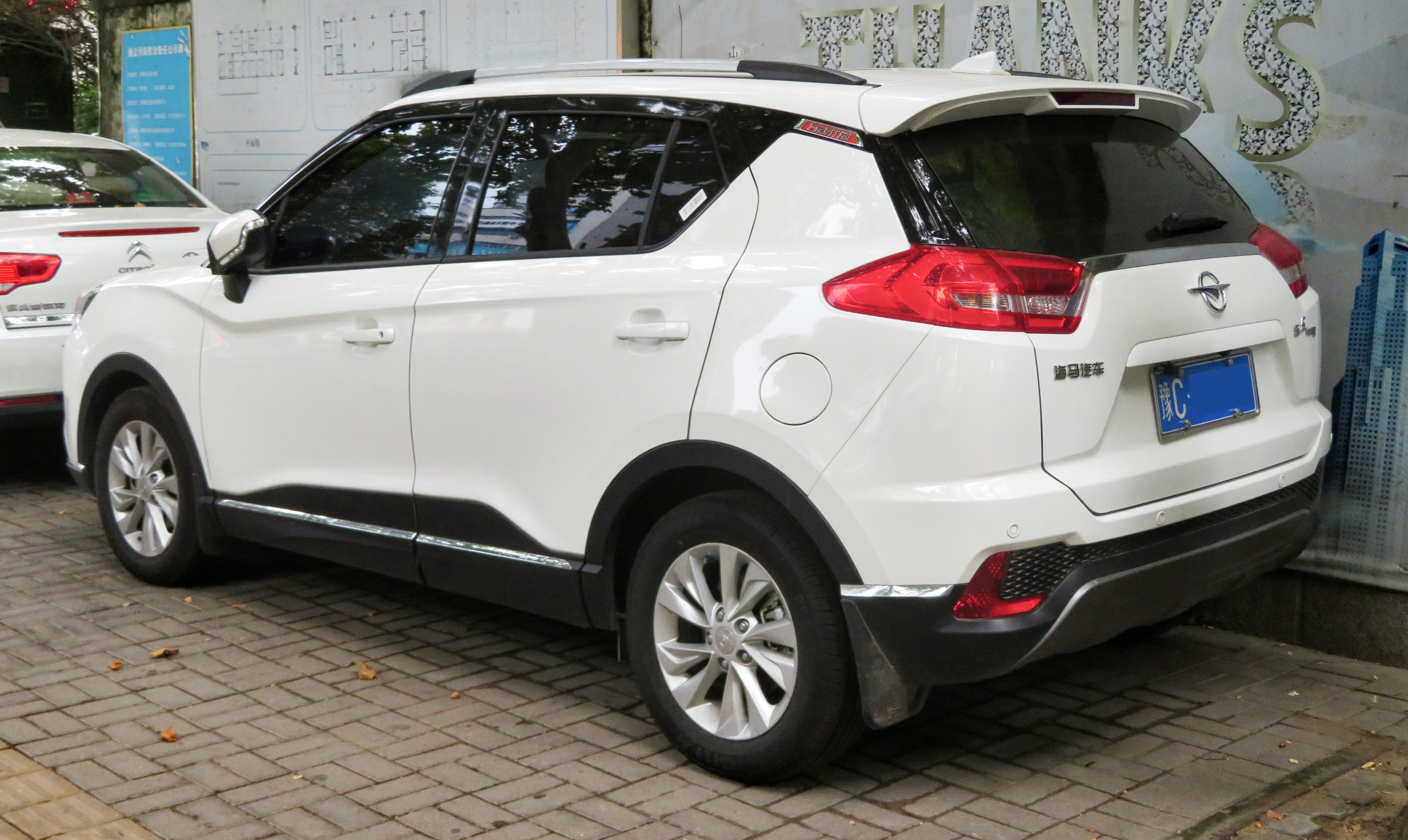
Вид сзади

Ценовой диапазон кроссовера Haima S5 Young варьировался от 75800 до 79800 юаней. Во время разработки автомобиль был известен как Haima S3.
Haima S5 Young оснащался 1,6-литровым двигателем мощностью 122 л. с., который сочетался в паре с пятиступенчатой механической трансмиссией, или же 1,5-литровым двигателем мощностью 163 л. с., который сочетался в паре с вариатором.